# Haseldorf
Haseldorf er en by og en kommune i det nordlige Tyskland, beliggende i Amt Haseldorf under Kreis Pinneberg. Kreis Pinneberg ligger i den sydlige del af delstaten Slesvig-Holsten.

## Geografi
Haseldorf ligger omkring 12 km sydvest for Elmshorn og 10 km vest for Pinneberg ved floden Elben og ligger i marsken (Haseldorfer Marsch).
Haseldorf grænser til kommunerne Hetlingen, Haselau, Heist og Moorrege.

## Historie
De hjemmehørende handelsskibes antal og læstedrægtighed i Haseldorf fremgår af nedenstående tabel:
| År   | Antal | kmcl |
| ---- | ----- | ---- |
| 1832 | 8     | 36½  |
| 1833 | 8     | 36½  |
| 1834 | 8     | 36½  |
| 1835 | 11    | 57   |
| 1836 | 12    | 59½  |
| 1837 | 12    | 59½  |
| 1838 | 15    | 77½  |
| 1839 | 15    | 88¼  |